# Margaluyu (Campaka)
Margaluyu is een bestuurslaag in het regentschap Cianjur van de provincie West-Java, Indonesië. Margaluyu telt 5167 inwoners (volkstelling 2010).